# Albert Collins
Albert Collins (Leona, Texas, 1 de outubro de 1932  —  24 de novembro de 1993) foi um músico, guitarrista e cantor de blues. Ele tinha muitos apelidos dados pelos admiradores, como "The Ice Man" ("Homem de Gelo") e "O Mestre da Telecaster". Foi considerado o 56º melhor guitarrista de todos os tempos pela revista norte-americana Rolling Stone.

## Biografia
Nascido em Leona, Texas, Collins formou sua primeira banda em 1952, e dois anos depois já era a atração principal em vários clubes de blues Houston, Texas. No final dos anos 50, ele escolheu a Fender Telecaster como seu equipamento, e desenvolveu um estilo único com afinações em tons menores, notas sustentadas e atacadas com os dedos da mão direita. Ele também freqüentemente usava um capotraste em sua guitarra, particularmente na 5a., 7a. e 9a. casa. 